# Tephrosia cinerea
Tephrosia cinerea là một loài thực vật có hoa trong họ Đậu. Loài này được (L.) Pers. miêu tả khoa học đầu tiên.